# Karol Szczurek
Karol Szczurek (ur. 1 października 1893 w Kostkowicach, zm. 6 sierpnia 1981) – polski działacz społeczny na Śląsku Cieszyńskim, bibliofil, z zawodu bednarz.
Był synem Pawła, krawca, i Ewy z Macurów. W 1906 ukończył szkołę ludową w rodzinnych Kostkowicach, a następnie przygotowywał się do zawodu bednarza i w 1912 zdał egzamin czeladnicki w warsztacie Quisa w Cieszynie. Nie służył wojskowo w okresie wojennym z powodu wady wzroku. Prowadził własny warsztat bednarski, a jednocześnie rozwijał pasję bibliofilską, towarzyszącą mu od wczesnej młodości. Stworzył bibliotekę, z której chętnie korzystali mieszkańcy Kostkowic i okolicy. Interesował się pieśnią ludową, zbierał teksty i melodie, a potem także przysłowia i przypowieści ludowe.
Jako aktywny miejscowy społecznik wsparł Floriana Pohla, kostkowickiego nauczyciela, który w 1919 powołał do życia Ognisko Młodzieży, od 1920 funkcjonujące jako Koło Macierzy Szkolnej Księstwa Cieszyńskiego. Szczurek był wieloletnim (aż do wybuchu II wojny światowej) skarbnikiem tego koła. Zakładał także w Kostkowicach Ochotniczą Straż Pożarną (był skarbnikiem i kronikarzem), zasiadał w zarządzie Kółka Rolniczego. Był agentem Krakowskiego Towarzystwa Ubezpieczeń "Florianka". Po 1945 zawiesił prowadzenie warsztatu i zatrudnił się w Gminnej Spółdzielni "Samopomoc Chłopska" w Dębowcu jako referent. W 1960 przeszedł na emeryturę.
W połowie lat 70. napisał pamiętnik Moji żywobici oraz pracę Spacer z przewodnikiem po wsi Kostkowice, w której opisał każdy dom rodzinnej wsi, ze szczególnym uwzględnieniem historii. W audycjach Polskiego Radia Spod beskidzkich wsi występował jako cytrzysta ludowy (w latach 50.), a w 1975 powstał w Katowickim Ośrodku Telewizyjnym poświęcony mu program Kronikarz z Kostkowic. Wielokrotnie gościł u siebie młodych naukowców, którzy przygotowując prace magisterskie korzystali z jego zbiorów etnograficznych i bibliotecznych.
Zmarł 6 sierpnia 1981, pochowany został na cmentarzu ewangelickim w Dębowcu.